# Żabi Przechód Białczański
Żabi Przechód Białczański (niem. Alpengrunddurchgang, słow. Bielovodský žabí priechod, węg. Poduplaszki-Békás-átjáró, ok. 1915 m) – szeroka i minimalnie wcięta przełęcz w Żabiej Grani w Tatrach Wysokich na granicy polsko-słowackiej. Znajduje się pomiędzy Żabią Czubą (2080 m) i najwyższym z wzniesień Siedmiu Granatów (1915 m). {Po północnej stronie przełęczy wznosi się trójkątnego kształtu ścianka stanowiąca zakończenie wysuniętej ku zachodowi, krótkiej grańki. Na południowy zachód, do Doliny Żabiej Białczańskiej opada spod przełęczy wąski żleb mający wylot około 100 m poniżej progu tej doliny.
Przez Żabi Przechód Białczański prowadzi jedno z przejść od Morskiego Oka do Doliny Żabiej Białczańskiej (I w skali tatrzańskiej). Było używane w dawnych czasach. Obecnie cały ten rejon to zamknięty dla turystów i taterników obszar ochrony ścisłej Tatrzańskiego Parku Narodowego i TANAP-u. Na zachodnich (polskich) zboczach Żabiej Grani taternictwo można uprawiać na południe od Białczańskiej Przełęczy
Autorem nazwy przełęczy jest Władysław Cywiński.